# Bătălia de la Ebersberg
Bătălia de la Ebersberg (sau Ebelsberg) a avut loc pe 3 mai 1809, opunând o serie de trupe franceze, comandate de Mareșalul Masséna unei forțe austriece, aflate sub comanda generalului Hiller. În urma bătăliilor de la Abensberg și Eckmühl, armata austriacă a fost tăiată în două, de o parte și de alta a Dunării, forța lui Hiller fiind împinsă la sud de fluviu. Francezii lui Masséna cuceresc rapid Passau și Linz și se dirijează către podul de la Mathausen, la confluența râului Traun cu Dunărea. Generalul austriac, încercând să treacă fluviul pe aici, se lovește de trupele lui Masséna, pe 2 mai, confruntarea având loc la Wels. Bătălia se reia în ziua următoare, când Masséna ordonă brigăzii Coehorn din divizia Claparède să ia cu asalt podul, castelul și orașul. Generalul Oudinot conduce personal asaltul și cucerește podul, împingând înapoi forțele inamice, care se retrag în castel, de unde declanșează un intens foc de artlerie, care produce pierderi uriașe forțelor franceze, dar situația este redresată atunci când divizia lui Legrand cucerește castelul și ocolește orașul prin sud. Bătălia se transformă într-un masacru, atunci când luptele se mută pe străzile orașului mistuit de flăcări. Sosirea diviziei Molitor îl obligă pe Hiller să se retragă spre Enns, putând apoi să traverseze Dunărea la Krems. Ca atare, rămășițele forței austriece s-au putut retrage iar francezii au înregistrat pierderi majore, mai ales în ceea ce privește divizia Claparède, care a pierdut nu mai puțin de 2,100 de oameni. Napoleon a calificat bătălia drept „o prostie”.  